# Brummer (Schiff, 1936)
Die Brummer war ein Artillerieschulschiff der Kriegsmarine, das in den 1930er Jahren gebaut wurde und im Zweiten Weltkrieg zum Einsatz kam.

## Technische Daten
Das Schiff lief am 29. Mai 1935 bei der DeSchiMAG in Bremen vom Stapel und wurde am 8. Februar 1936 in Dienst gestellt. Es verdrängte 3.010 Tonnen, war 112,9 m lang und 13,5 m breit, und hatte 4,3 m Tiefgang. Zur Ausbildung von Marineflugabwehrartilleristen vorgesehen, war die Brummer zu verschiedenen Zeiten mit wechselnden Bewaffnungen ausgerüstet. Diese bestanden aus vier bis acht 10,5-cm-Fla-Geschützen in Doppellafetten, die durch eine automatische Kantwinkelsteuerung zur Horizontebene stabilisiert wurden, zwei 8,8-cm-Fla-Geschützen, vier bis acht 3,7-cm-Fla-Geschützen und vier 2-cm-Fla-Geschützen. Dazu kamen bis zu 450 Minen mit den entsprechenden Minenlegevorrichtungen, da die Brummer im Kriegsfall vor allem als Minenleger eingesetzt werden sollte. Die Stammbesatzung bestand aus 215 bis 226 Mann; hinzu kamen bis zu 138 Teilnehmer der Fla-Waffen-Lehrgänge. Das Schiff war mit zwei neuartigen Hochdruckdampfturbinen ausgestattet und diente auch als Versuchsträger für diese Turbinen, die in den neuen Zerstörern verwendet werden sollten. Auf der Brummer erwiesen sich die Turbinen als sehr zuverlässig, während sie dann auf den Zerstörern für viel Ärger sorgten. Das Schiff hatte eine Höchstgeschwindigkeit von 23 Knoten und einen Aktionsradius von 2.400 Seemeilen bei 15 Knoten Marschgeschwindigkeit.

## Einsatzgeschichte
Nachdem die Brummer vom Frühjahr 1937 an als Teil der Marine-Flugabwehr- und Küstenartillerieschule in Swinemünde Ausbildungsdienst und Auslandsfahrten in der Ostsee unternommen hatte, wurde sie nach Kriegsbeginn im September 1939 zum Minenlegen in der Ostsee eingesetzt, danach ab Januar 1940 als Handelsstörer ebenfalls in der Ostsee.

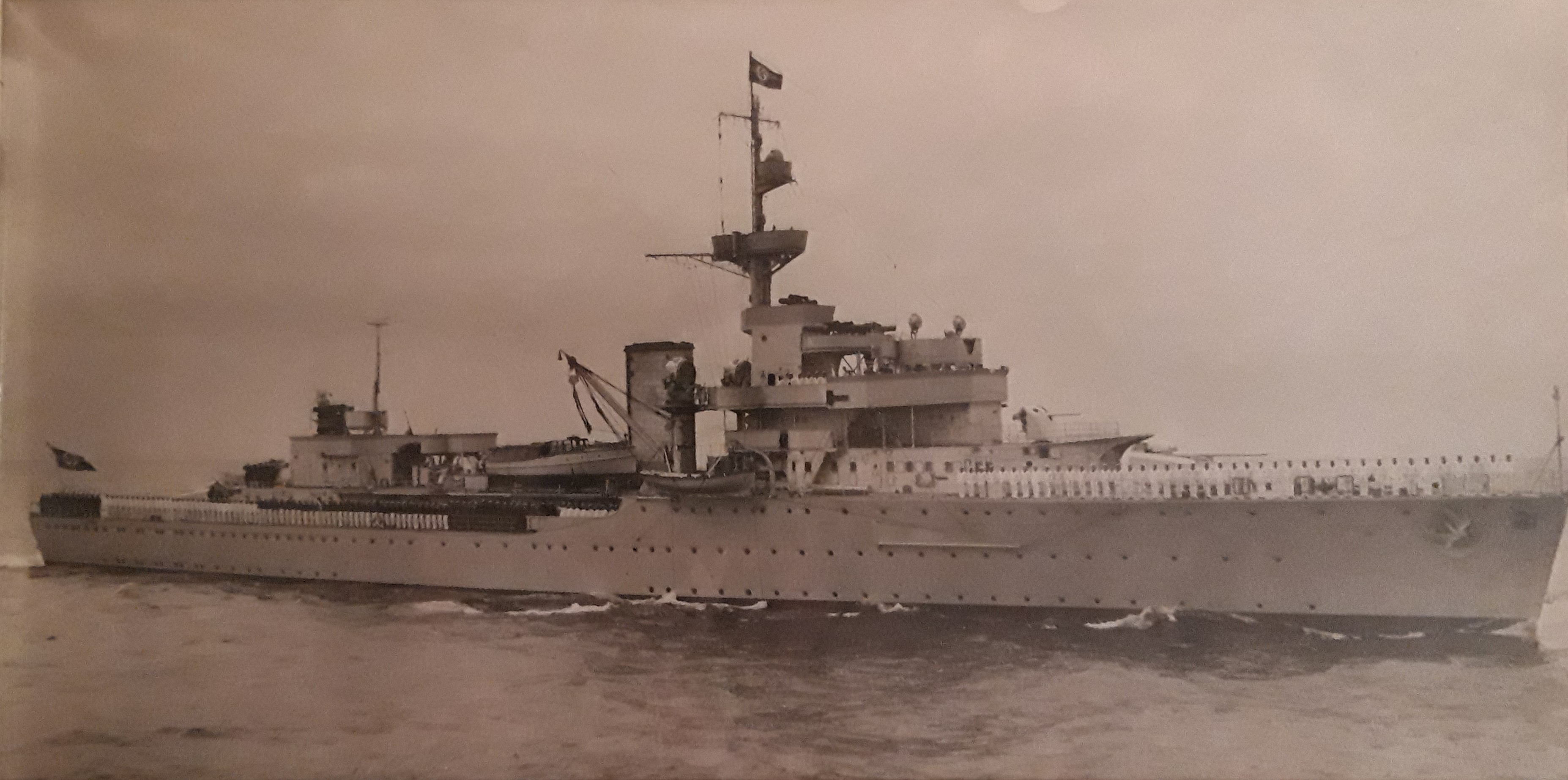
Die Brummer mit Mannschaft in Paradeaufstellung

Anfang April 1940 wurde das Schiff im Zuge des Unternehmens Weserübung zum Truppentransport nach Norwegen verwendet. Dabei lief die Brummer am 14. April zusammen mit dem Flottenbegleiter F 5 und den Torpedobooten Falke und Jaguar als zweiter Mannschaftstransport mit 812 Mann von Frederikshavn nach Oslo. Auf der Rückfahrt torpedierte das britische U-Boot Sterlet die Brummer, die dabei ihr gesamtes Vorschiff verlor. Nach neun Stunden vergeblicher Rettungsversuche kenterte das Schiff und sank in den Morgenstunden des 15. April 1940.

## Kommandanten
- Korvettenkapitän/Fregattenkapitän Hermann von Bredow: von der Indienststellung Anfang Februar 1936 bis August 1937
- Korvettenkapitän Eugen Richter: von August 1937 bis Oktober 1938
- Fregattenkapitän/Kapitän zur See Hans-Paul Leithäuser: von November 1938 bis November 1939
- Fregattenkapitän Max Gebauer: von November 1939 bis April 1940